# Thomas Mitchell Campbell

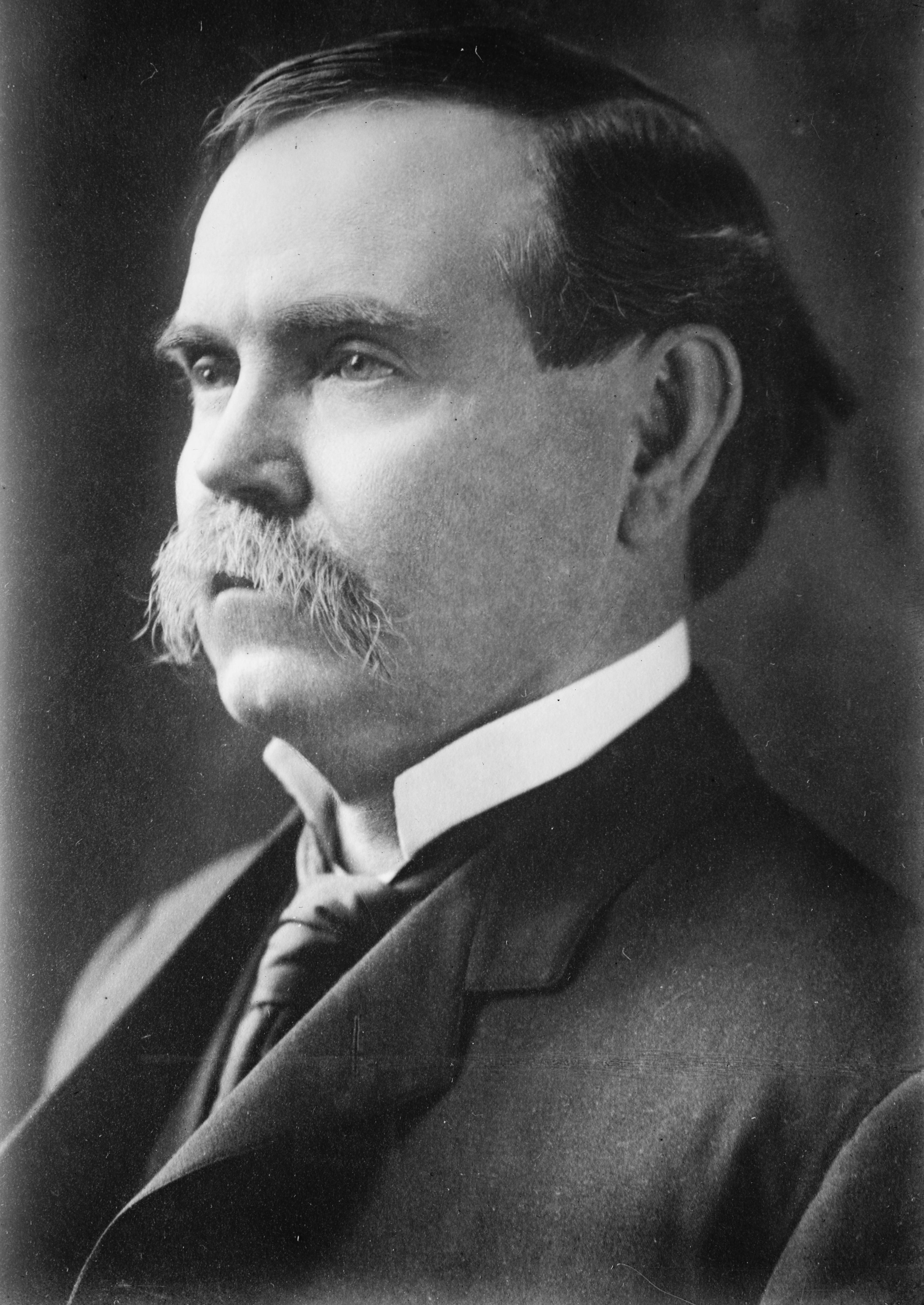
Thomas Mitchell Campbell

Thomas Mitchell Campbell, född 22 april 1856 i Rusk, Texas, död 1 april 1923 i Galveston, Texas, var en amerikansk demokratisk politiker. Han var guvernör i delstaten Texas 1907–1911.
Cambpell inledde 1878 sin karriär som advokat i Texas. Paret fick fem barn. Campbell blev senare general manager för järnvägsbolaget International-Great Northern Railroad. År 1897 bestämde han sig för att satsa på en politisk karriär.
Campbell sympatiserade med fackföreningsrörelsen och delade tidigare guvernören Jim Hoggs misstänksamhet inför storföretag. Campbell efterträdde 1907 S.W.T. Lanham som guvernör och efterträddes 1911 av Oscar Branch Colquitt. Under Cambpells ämbetsperiod som guvernör grundades många nya enheter i delstatens förvaltning, bland andra Bureau of Labor Statistics och Texas State Library.
Campbell avled i Galveston och gravsattes på Old City Cemetery i Palestine.